# خالدآباد علیا
خالدآباد علیا، روستایی از توابع بخش مرکزی شهرستان مرودشت در استان فارس ایران است.
خالدآباد علیا، روستایی از توابع بخش مرکزی شهرستان مرودشت دهستان رودبال در استان فارس ایران است.نام خالدآباد از روستای قدیمی در فاصله تقریبی 2 کیلومتری روستای فعلی به سمت روستای احمدآباد که با نام خالدآباد بوده، گرفته شده است.ظاهرا روستای خالد آباد در اثر هجوم اقوام بیابانگرد(کولی) مورد چپاول قرار گرفته به نحوی که ادامه حیات در آنجا به صلاح نبوده است لذا در قسمت بالای آبادی (علیای خالد آباد)  روستای فعلی پی ریزی می شود.بافت اصلی جمعیتی شامل: 1_ فارس های محلی از خاندان قاسمی که از نوادگان قاسم قاسمی و فرزندش میرزاقا قاسمی می باشند. 2_طایفه بهمئی که در زمان کریم خان زند،  به منطقه مرودشت آمده و ابتدا در روستای حسن آباد تل کمین و سپس در علیا خالد آباد ساکن شدند. 3_ فامیل های دیگر نظیر مرادبیگی، مرزبان، خالدی، پورمند و ...
شغل اصلی مردم روستا کشاورزی بوده و از کشاورزان قدیمی دارای حق نسق که به رعیت معرف هستند و در سال 1342 و طی اصلاحات ارضی صاحب زمین شده و نیز کشاورزانی که بعد از انقلاب و در هیات‌های هفت نفره تحت عنوان خوش نشین زمیندار شدند تشکیل یافته است.
روستای علیا به عنوان روستای فرهنگی معروف می باشد و تعداد معلمان آن نسبت به سرانه جمعیتی در 
رده های بالای شهرستان قرار دارد.
ویرایش‌ها
بدون خلاصۀ ویرایش

## جمعیت
این روستا در دهستان رودبال قرار دارد و براساس سرشماری مرکز آمار ایران در سال ۱۳۸۵، جمعیت آن ۸۱۲ نفر (۲۰۲خانوار) بوده‌است.

## از مطالعه موردی روستای علیاء خالد آباد واحد درس جامعه شناسی روستایی اثر مسلم قاسمی کارشناس ارشد جامعه شناسی
- «نتایج سرشماری عمومی نفوس و مسکن ۱۳۸۵». درگاه ملی آمار ایران. بایگانی‌شده از اصلی در ۱ ژانویه ۲۰۱۳. دریافت‌شده در ۱ ژانویه ۲۰۱۳.